# S Ori 68
S Ori 68 ist ein Objekt planetarer Masse im Sternbild Orion, dessen Einordnung als Brauner Zwerg oder Planet bei seiner Entdeckung sehr umstritten war.

## Geschichte
Das Objekt wurde im Jahr 2000 von Zapatero Osorio und anderen Wissenschaftern auf einer Aufnahme des Sigma-Orionis-Haufens, bei den Koordinaten 5h 38m 39,1s (Rektaszension) und −2° 28′ 5″ (Deklination), entdeckt, wobei die Arbeiten an den Observatorien Calar Alto, Roque de los Muchachos und Teide durchgeführt wurden.
Im Jahr 2006 wurde das Objekt von unabhängigen Astronomen bestätigt und später auch als „S Ori J053839.1-022805“ bezeichnet.

## Weitere Einzelheiten
Das Objekt hat eine scheinbare Helligkeit von 20,2 Magnituden und befindet sich in einer Entfernung von etwa 440 Parsec (1400 Lj) und hat eine Masse von etwa 5 Jupitermassen, womit der an keinen Stern gebundene Exoplanet den Gasriesen zuzuordnen ist.
Bei seiner Entdeckung wurde das Objekt der Spektralklasse L5 zugeordnet und seine Oberflächentemperatur mit 1300 bis 2000 Kelvin angegeben. Wie bei anderen astronomischen Objekten der Spektralklasse L dominieren auch in seinem Spektrum Metallhydride und Alkalimetalle.